# Mujercitas (ópera)
Mujercitas (título original en inglés: Little Women) es la primera ópera compuesta por Mark Adamo sobre libreto propio, basado en la novela de Louisa May Alcott Mujercitas, sobre un grupo de jóvenes que crecen en Nueva Inglaterra durante la guerra civil estadounidense. La ópera incluye también texto de John Bunyan (el conjunto de Beth de El progreso del peregrino), de Johann Wolfgang von Goethe (Dr. Bhaer canta "Kensst du das Land"), y la propia Alcott (un extracto de uno de sus thrillers a comienzos del Acto II, que es hablada y en su mayor parte omitida en la grabación en audio).
Fue un encargo de la Opera Studio de la Grand Opera de Houston (Houston Grand Opera en inglés, o HGO), entonces bajo la guía del director general David Gockley. Se estrenó el 13 de marzo de 1998 en una producción a menor escala. El éxito de su primera producción impulsó a Gockley a decir que estaba "destinado a ser un gran clásico estadounidense" y programó la ópera para un gran estreno de diez representaciones en marzo de 2000 — haciendo de ella el primero de los veintitantos encargos de la HGO que fue tan repuesta. En las estadísticas de Operabase aparece con sólo 10 representaciones en el período 2005-2010, siendo la primera de Mark Adamo.

## Personajes
| Personajes      | Tesitura                       | Reparto del estreno, 13 de marzo de 1998 (Director: - Christopher Larkin) |
| --------------- | ------------------------------ | ------------------------------------------------------------------------- |
| Jo              | mezzosoprano                   | Stephanie Novacek                                                         |
| Laurie          | tenor                          | Chad Shelton                                                              |
| Meg             | mezzosoprano                   | Joyce DiDonato                                                            |
| Beth            | soprano                        | Laura A. Coker                                                            |
| Amy             | soprano                        | Jennifer Aylmer                                                           |
| John Brooke     | barítono                       | Daniel Belcher                                                            |
| Cecilia March   | mezzosoprano                   | Katherine Ciesinski                                                       |
| Alma March      | mezzosoprano                   | Tiffany Jackson                                                           |
| Friedrich Bhaer | bajo-barítono (o mezzosoprano) | Edward Scott Hendricks                                                    |
| Gideon March    | barítono                       | Christopher Scott Feigum                                                  |
| Dashwood        | barítono                       | Christopher Scott Feigum                                                  |